# パトリック・ライヒェルト
パトリック・ライヒェルト（Patrick Reichelt、1988年6月15日 - ）は、ドイツ・ベルリン出身のフィリピン代表サッカー選手。ポジションはMF。

## クラブ歴
ドイツのベルリンで生まれ、地元のノルドベルリナーSCで選手となった。2010年1月にフュヒセ・ベルリン・ライニッケンドルフに移籍し、2月20日のマルヒョワーSC戦で初出場。この試合の55分に選手初得点を決めた。
2010-11シーズンはエネルギー・コットブスのセカンドチームに移籍し、8月8日のレギオナルリーガ、ZFCモイゼルヴィッツ戦で初出場。シーズン終了後に退団となり、浪人生活を経て、2012年にTSGノイシュトレーリッツに加入した。3月3日のSVゲルマニア90シェーンアイヒェ戦で初出場となったが、出場はこの一戦のみとなった。
その後フィリピンに渡り、2011-12シーズン中にグローバルFCに加入。2013年にはシンタールアFCに移籍しタイ・ディヴィジョン1リーグ2013を戦った。2014年2月15日にセレス・ネグロスFCに加入しフィリピンに復帰した。
2019年1月、マレーシア・スーパーリーグのメラカ・ユナイテッドに1年契約で加入。

## 代表歴
2012年9月5日のカンボジア代表戦でフィリピン代表として初出場、この試合は0-0で終わった。しかしこの試合はカンボジア代表側が7人の交代枠を使ったため、FIFA公式の国際Aマッチにはならなかった。FIFA公式試合での初出場となったのはその2日後のシンガポール代表戦となった。代表初得点は同月25日のフィリピンピースカップ2012、グアム代表戦であった。
2016年8月に前十字靭帯を断裂し、2016年中に復帰出来ないため、ホスト国を務める2016 AFFスズキカップへの出場が不可能になった。なお、同じ8月には同じく代表であるシモーネ・ロータも同じく前十字靭帯を断裂し2016 AFFスズキカップへの出場が不可能になっている。

## 個人成績
代表での得点一覧
| #  | 日附           | 場所                                         | 対戦相手         | 得点 | 結果 | 大会                       |
| -- | -------------- | -------------------------------------------- | ---------------- | ---- | ---- | -------------------------- |
| 1. | 2012年9月25日  | マニラ・リサール・メモリアル・スタジアム     | グアム           | 1–0  | 1–0  | フィリピンピースカップ2012 |
| 2. | 2012年9月27日  | マニラ・リサール・メモリアル・スタジアム     | マカオ           | 5–0  | 5–0  | フィリピンピースカップ2012 |
| 3. | 2013年10月15日 | バコロド・パナード・スタジアム               | パキスタン       | 1–1  | 3–1  | フィリピンピースカップ2013 |
| 4. | 2014年5月22日  | アッドゥ・アッドゥ・フットボール・スタジアム | ラオス           | 2–0  | 2–0  | AFCチャレンジカップ2014    |
| 5. | 2014年5月24日  | マレ・ガロル国立競技場                       | トルクメニスタン | 2–0  | 2–0  | AFCチャレンジカップ2014    |
| 6. | 2014年11月24日 | ハノイ・ミーディン国立競技場                 | ラオス           | 3–1  | 4–1  | 2014 AFFスズキカップ       |
| 7. | 2014年11月24日 | ハノイ・ミーディン国立競技場                 | ラオス           | 4–1  | 4–1  | 2014 AFFスズキカップ       |

## タイトル

### クラブ
グローバルFC
- ユナイテッド・フットボールリーグ: 2012

準優勝: 2013

### 代表
- フィリピンピースカップ: 2012, 2013